# عبد الرحيم المريد
عبد الرحيم بن الشيخ عبد الله بن أحمد المريد (1902- 2007)، من كبار الرواد وعَلَماً من أعلام «نظيمة» المالد واستاذاً من أساتذته ولد في دبي.
ترك خلفه المئات من «المُريدين» وعشاق طريقته في هذا النوع من الموروث الشعبي الديني الذي ارتبط باحتفالات المولد النبوي الشريف، واحتفالات الذكر ومناسبات الأفراح والمواليد.

## نسبه
هو من أسرة عريقة، قيل أن نسبه يرجع إلى الصحابي الجليل جعفر بن أبي طالب، هاجر والده من قرية كوخرد إحدى قرى إقليم بر فارس قرية من قرى الجنوب الفارسي إلى الباطنة في (سلطنة عمان) ثم انتقلوا إلـى دبي. 
- المريد  هو أحد أشهر الرواد من أتباع الصوفية في الإمارات، وأحد أبرز الذين توارثوا هذا الضرب من الإنشاد الديني وإقامة حلقات الذكر.[1][3][4][5]
- دأب  الراحل الشيخ عبد الرحيم المُريد ، على إحياء حفلات المولد النبوي سنوياً في بيته وفي الأماكن التي تخصص لهذه الاحتفالية السنوية.[2]
- وفي هذا المقام ينشد الشاعر الكوخردي الكبير «بوحمد» مادحاً الشيخ «المُـريـد» في هذه الأبيات الجميلة قائلاً: [1]

## علمه وتصوفه
أخذ من والده «العارف بالله الشيخ عبد الله بن أحمد المريد »، علمه وتصوفه وأساليب الإنشاد وكتاب البرزنجي، وكان والده الوحيد من بين «نظيمة» المالد في الإمارات ممن حصلوا على إجازة في الطريقة من الفقيه الشيخ محمد عمر الأفغاني الذي زار دبي في ذلك الزمان القديم..علم ودرب الراحل الشيخ عبد الرحيم بن عبد الله المريد العديد من الذين اتبعوا طريقته وأسلوبه في مدائح الرسول صلى الله عليه وسلم، وفن «المالد» أو «المولد». وكان بيته الكائن في منطقة الراشدية في دبي مقرا يستقبل فيه تلاميذه وعلماء الدين ومحبي الأذكار. وفي آخر مناسبة للمولد النبوي صادفته قبل رحيله، حضر جلسة واحدة ولم يستطع إكمال حضور الليالي الثلاث التي دأب على إحيائها كل عام. سعى « الشيخ المريد » خلال حياته إلى إيصال طرائقه في إقامة حلقات الإنشاد الديني إلى تدريب وتعليم العديدين على أصول «النظم» ومنح عدة إجازات لبعضهم، وممن رافقوا دربه نظيم المالد الشهير الشيخ أحمد بن عبد الرحمن بن حافظ، وكذلك الشيخ محمد الحداد وربيع البدور وأبناء حميدان «عيال حميدان» وهم أربعة من جيل الشباب أصر على تدريبهم وتعليمهم، ويعتبر نفسه انه سلمهم أصول الإنشاد، كما أجاز الشيخ عبد الرحيم المريد 
حمدان المعمري من سلطنة عمان، والذي يواصل اليوم النظم على أسلوب المريد.

## الإنشاد الصوفي
تعتبر  أسرة المُريد  هي الأسرة التي توارثت هذا الإنشاد الصوفي القريب من الطريقتين القادرية والرفاعية، إلا أن «المُريد» كلما سئل يقول إن أسلوبه أقرب إلى القادرية حسب قول ابنه محمد. دأب «الشيخ عبد الرحيم المريد» على إحياء حفلات المولد النبوي سنوياً في بيته وفي الأماكن التي تخصص لهذه الاحتفالية السنوية، وعلى إقامتها في مناسبات أفراح الزواج، في أجواء يحضرها المئات من الذين أحبوه وأحبوا ما يقدمه..تتلمذ على يد أبيه الشيخ عبد الله المريد وتشرب منه طرائق النظم والأداء الإنشادي فكان «نظيماً» له طابعه وطريقته الخاصة التي اجتذبت إليه عشاق هذا الضرب من الإنشاد. وبالرغم من أن «المالد» يُعتبر فناً شعبياً يمارس في الأعراس والاحتفالات العامة وكذلك حلقات «المولد» التي تقام في ذكرى المولد النبوي والإسراء والمعراج. وغيرها فإنه وحتى ظهور الفيلم لم يتم مسبقاً دراسة وتوثيق هذا الجانب في دولة الإمارات العربية المتحدة. وخلال البحث لم أجد أي مرجع مطبوع وموثق لهذا الفن العربي العريق، كذلك لاتتوفر أية معلومات متاحة للباحث حول التقاليد الصوفية التي مورست ولا زالت تمارس حتى الآن في الإمارات.إن أهمية «  اَلمُريد  » كشخصية اجتماعية مميزة تكمن في محافظته على إقامة «الموالد» لعقود طويلة فأصبح من أشهر مؤديها في الإمارات وتعلم على يده العديد من «النظّيمه» أو «المنشدين» والمؤدين. فمثلاً الشيخ المنشد الراحل الشيخ أحمد بن عبد الرحمن بن حافظ كان من تلامذة والده عبد الله المريد، ثم رافق «الشيخ عبد الرحيم» لفترة طويلة. كذلك الشيخ عبد الله الهاشمي الذي لا زال يقيم الموالد في أبوظبي. ولعقود طويلة كان «اَلمُريد» يحيي الموالد في حفلات الزواج سواء للعامة أو لكبار القوم. وعلى سبيل المثال فقد أحيا المالد في حفل زواج الشيخ زايد بن سلطان آل نهيان بدعوة شخصية منه. كما أقامه في حفل زواج الشيخ مكتوم بن راشد آل مكتوم، وحفل زواج الشيخ محمد بن راشد آل مكتوم. واليوم نجد إن فرقة «  اَلمُريد  » لإحياء الموالد مسجلة رسمياً في وزارة الثقافة والشباب وتنمية المجتمع - الإمارات، كما ساهم في تدريب الفرقة الوطنية للمالد والتي تمثل الدولة في المناسبات المحلية والخارجية.

## وفاته
رحل الشيخ الجليل «عبد الرحيم المريد» في صبيحة يوم الثلاثاء الموافق 24/4/2007 للميلاد، عن عمر تجاوز ال100 عام، حسب تقديرات أبنائه وأحفاده، وعن عمر يناهز « 95 » عاماً حسب عام الميلاد المدون في السجلات الرسمية. ودفن في دبي.

## الفيلم
تم إنتاج فيلم وثائقي عام 2008  عن الشيخ عبد الرحيم  المريد كتبه الشاعر خالد البدور وأخرجته الشاعرة والمخرجة نجوم الغانم وفاز الفيلم بعدة جوائز هامة .

## قصيدة في رثاء العارف بالله الشيخ عبد الرحيم المريد
من كلمات الشاعر العماني جاسم بن عيسى القرطوبي